# Sydafrika i olympiska sommarspelen 2000
Sydafrika deltog i de olympiska sommarspelen 2000 med en trupp bestående av 127 deltagare, 89 män och 38 kvinnor, och de tog totalt fem medaljer.

## Medaljer

### Silver
- Hestrie Cloete - Friidrott, höjdhopp
- Terence Parkin - Simning, 200 m bröstsim

### Brons
- Llewellyn Herbert - Friidrott, 400 m häck
- Frantz Kruger - Friidrott, diskuskastning
- Penny Heyns - Simning, 100 m bröstsim

## Baseboll
I gruppspelet mötte alla lag varandra och de fyra bästa lagen (Kuba, USA, Sydkorea och Japan) gick vidare. 
| Nation        | Segrar | Förluster | Tiebreaker |
| ------------- | ------ | --------- | ---------- |
| Kuba          | 6      | 1         | 1-0        |
| USA           | 6      | 1         | 0-1        |
| Sydkorea      | 4      | 3         | 1-0        |
| Japan         | 4      | 3         | 1-0        |
| Nederländerna | 3      | 4         |            |
| Italien       | 2      | 5         | 1-0        |
| Australien    | 2      | 5         | 0-1        |
| Sydafrika     | 1      | 6         |            |

## Boxning
Lätt flugvikt
- Phumzile Matyhila
  - Omgång 1 — Bye
  - Omgång 2 — Förlorade mot Suleiman Wanjau Bilali från Kenya (→ gick inte vidare)

Fjädervikt
- Jeffrey Mathebula
  - Omgång 1 — Besegrade Nouzeddine Medjehoud från Algeriet
  - Omgång 2 — Förlorade mot Bekzat Sattarkhanov från Kazakstan (→ gick inte vidare)

Lätt tungvikt
- Danie Venter
  - Omgång 1 — Besegrade Ihab Alyousef från Syrien
  - Omgång 2 — förlorade mot Gurcharan Singh från Indien (→ gick inte vidare)

## Bågskytte
| Damernas individuella |               |                                |               |               |                           |               |
|                       | Kirstin Lewis | Kirstin Lewis                  | Kirstin Lewis | Jill Borresen | Jill Borresen             | Jill Borresen |
| Sextondelsfinaler     | Besegrade     | Natalia Nasaridze Turkiet      | 154-153       | Förlorade mot | Cristina Ioriatti Italien | 154-145       |
| Åttondelsfinaler      | Förlorade mot | Michelle Tremelling Australien | 162-147       | -             | -                         | -             |

## Cykling
Terräng
Damernas terränglopp
- Erica Lynn Green
  - Final — 2:03:32.37 (→ 25:e plats)

Landsväg
Herrarnas linjelopp
- David George
  - Final — 5:45:51 (→ 86:e plats)
- Robert Owen Hunter
  - Final — DNF

Bana
Herrarnas tempolopp
- Garen Bloch
  - Final — 01:04.478 (→ 8:e plats)

## Fotboll
Herrar
| Nr          | Namn                 | Födelsedatum     | Klubb                |
| Målvakter   | Målvakter            | Målvakter        | Målvakter            |
| ----------- | -------------------- | ---------------- | -------------------- |
| 1           | Emile Baron          | 17 juni 1979     | Lillestrøm SK        |
| 18          | Brian Baloyi         | 16 mars 1974     | Kaizer Chiefs FC     |
| Försvarare  |                      |                  |                      |
| 2           | Fabian McCarthy      | 13 maj 1977      | Apollon FC Limassol  |
| 3           | David Kannemeyer     | 8 juli 1977      | Ajax Cape Town       |
| 4           | Nkhiphitheni Matombo | 31 januari 1977  | Ikapa Sporting F.C.  |
| 5           | Matthew Booth        | 14 mars 1977     | Mamelodi Sundowns    |
| 14          | Aaron Mokoena        | 25 november 1980 | Ajax Amsterdam       |
| Mittfältare |                      |                  |                      |
| 6           | Quinton Fortune      | 21 maj 1977      | Manchester United FC |
| 7           | Stanton Fredericks   | 13 juni 1977     | Wits University FC   |
| 10          | Steve Lekoelea       | 5 februari 1979  | Orlando Pirates FC   |
| 11          | Jabu Pule            | 11 juli 1980     | Kaizer Chiefs FC     |
| 12          | Dumisa Ngobe         | 5 maj 1973       | Ankaragucu           |
| 13          | Abram Nteo           | 15 juli 1977     | Bloemfontein Celtic  |
| 16          | Delron Buckley       | 7 december 1977  | VfL Bochum           |
| Anfallare   |                      |                  |                      |
| 8           | Daniel Matsau        | 18 januari 1977  | Kaizer Chiefs FC     |
| 9           | Nkosinathi Nhleko    | 24 juli 1979     | Jomo Cosmos FC       |
| 15          | Siyabonga Nomvethe   | 2 december 1977  | Kaizer Chiefs FC     |
| 17          | Benni McCarthy       | 12 november 1977 | RC Celta de Vigo     |

Gruppspel
| Lag       | S | V | O | F | GM | IM | MS | P |
| --------- | - | - | - | - | -- | -- | -- | - |
| Brasilien | 3 | 2 | 0 | 1 | 5  | 4  | +1 | 6 |
| Japan     | 3 | 2 | 0 | 1 | 4  | 3  | +1 | 6 |
| Sydafrika | 3 | 1 | 0 | 2 | 5  | 5  | 0  | 3 |
| Slovakien | 3 | 1 | 0 | 2 | 4  | 6  | −2 | 3 |

## Friidrott
Herrarnas 100 meter
- Matthew Quinn
  - Omgång 1 — 10.44
  - Omgång 2 — 10.27 (→ gick inte vidare)

Herrarnas 400 meter
- Hendrick Mokganyetsi
  - Omgång 1 — 45.22
  - Omgång 2 — 45.15
  - Semifinal — 45.52
  - Final — 45.26 (→ 6:a plats)
- Arnaud Malherbe
  - Omgång 1 — 45.73
  - Omgång 2 — 45.59 (→ gick inte vidare)

Herrarnas 800 meter
- Johan Botha
  - Omgång 1 — 01:46.91
  - Semifinal — 01:45.49 (→ gick inte vidare)
- Hezekiél Sepeng
  - Omgång 1 — 01:47.46
  - Semifinal — 01:44.85
  - Final — 01:45.29 (→ 4:a plats)
- Werner Botha
  - Omgång 1 — 01:47.83
  - Semifinal — 01:46.53 (→ gick inte vidare)

Herrarnas 110 meter häck
- Shaun Bownes
  - Omgång 1 — 13.53
  - Omgång 2 — 13.54
  - Semifinal — 13.41 (→ gick inte vidare)

Herrarnas 400 meter häck
- Llewellyn Herbert
  - Omgång 1 — 49.25
  - Semifinal — 48.38
  - Final — 47.81 (→  Brons)
- Alwyn Myburgh
  - Omgång 1 — 49.57
  - Semifinal — 49.25 (→ gick inte vidare)

Herrarnas 4 x 400 meter stafett
- Werner Botha, Llewellyn Herbert, Arnaud Malherbe, Hendrick Mokganyetsi, Alwyn Myburgh, Hezekiél Sepeng
  - Omgång 1 — 03:04.08
  - Semifinal — 03:01.25 (→ gick inte vidare)

Herrarnas kulstötning
- Janus Robberts
  - Kval — 19.79
  - Final — 20.32 (→ 7:a plats)
- Burger Lambrechts
  - Kval — 19.75 (→ gick inte vidare)
- Karel Potgieter
  - Kval — 19.02 (→ gick inte vidare)

Herrarnas diskuskastning
- Frantz Kruger
  - Kval — 67.54
  - Final — 68.19 (→  Brons)

- Frits Potgieter
  - Kval — 61.56 (→ gick inte vidare)

Herrarnas spjutkastning
- Ali Al-Jadani
  - Kval — 68.70 (→ gick inte vidare)

Herrarnas tresteg
- Salem Al-Ahmadi
  - Kval — 15.99 (→ gick inte vidare)

Herrarnas stavhopp
- Okkert Brits
  - Kval — 5.65
  - Final — 5.80 (→ 7:a plats)

Herrarnas maraton
- Hendrick Ramaala
  - Final — 2:16:19 (→ 12:a plats)
- Josia Thugwane
  - Final — 2:16:59 (→ 20:a plats)
- Johannes Maremane
  - Final — 2:21:25 (→ 43:a plats)

Damernas 400 meter
- Heide Seyerling
  - Omgång 1 — 51.92
  - Omgång 2 — 50.87
  - Semifinal — 51.06
  - Final — 50.05 (→ 6:a plats)

Damernas 10 000 meter
- Elana Meyer
  - Omgång 1 — 32:35.32
  - Final — 31:14.70 (→ 8:a plats)

Damernas höjdhopp
- Hestrie Cloete
  - Kval — 1.94
  - Final — 2.01 (→  Silver)

Damernas stavhopp
- Elmarie Gerryts
  - Kval — 4.30
  - Final — NM

Damernas maraton
- Colleen De Reuck
  - Final — 2:36:48 (→ 31:a plats)

## Kanotsport
Sprint
Herrar
Herrarnas K-1 500 m
- Alan van Coller
  - Kvalheat — 01:41,805
  - Semifinal — 01:40,656
  - Final — 02:04,981 (→ 8:e plats)

Herrarnas K-1 1000 m
- Alan van Coller
  - Kvalheat — 03:39,573
  - Semifinal — 03:41,727 (→ gick inte vidare)

Damer
Damernas K-1 500 m
- Ruth Nortje
  - Kvalheat — 01:51,047
  - Semifinal — Bye
  - Final — 02:20,274 (→ 7:e plats)

## Landhockey
Damer
Coach: Gene Muller

1. Paola Vidulich (GK)
2. Inke van Wyk (GK)
3. Jacqueline Geyser
4. Carina van Zyl
5. Anli Kotze
6. Michele MacNaughton
7. Karen Roberts (c)
8. Lindsey Carlisle
9. Karen Symons
10. Kerry Bee
11. Pietie Coetzee
12. Alison Dare
13. Luntu Ntloko
14. Marilyn Agliotti
15. Caryn Bentley
16. Susan Wessels

Gruppspel
| Lag           | Spelade | W | D | L | GF | GA | Poäng |
| ------------- | ------- | - | - | - | -- | -- | ----- |
| Nya Zeeland   | 4       | 2 | 1 | 1 | 7  | 5  | 7     |
| Kina          | 4       | 2 | 0 | 2 | 4  | 5  | 6     |
| Nederländerna | 4       | 1 | 2 | 1 | 9  | 9  | 5     |
| Tyskland      | 4       | 1 | 2 | 1 | 6  | 6  | 5     |
| Sydafrika     | 4       | 1 | 1 | 2 | 4  | 5  | 1     |

## Modern femkamp
Damer
- Karina Gerber — 4617 poäng (18:e plats)

## Segling
Finnjolle
- Ian Ainslie
  - Lopp 1 — 7
  - Lopp 2 — 17
  - Lopp 3 — 14
  - Lopp 4 — (19)
  - Lopp 5 — (22)
  - Lopp 6 — 15
  - Lopp 7 — 7
  - Lopp 8 — 7
  - Lopp 9 — 12
  - Lopp 10 — 9
  - Lopp 11 — 11
  - Final — 99 (→ 14:e plats)

Laser
- Gareth Blanckenberg
  - Lopp 1 — (24)
  - Lopp 2 — 10
  - Lopp 3 — (32)
  - Lopp 4 — 6
  - Lopp 5 — 1
  - Lopp 6 — 11
  - Lopp 7 — 4
  - Lopp 8 — 21
  - Lopp 9 — 19
  - Lopp 10 — 12
  - Lopp 11 — 8
  - Final — 92 (→ 9:e plats)

## Taekwondo
| Idrottare          | Gren             | Åttondelsfinaler      | Kvartsfinaler        | Semifinaer           | Återkval omg. 1      | Återkval omg. 2      | Final                | Final            |
| Idrottare          | Gren             | Motståndare Resultat  | Motståndare Resultat | Motståndare Resultat | Motståndare Resultat | Motståndare Resultat | Motståndare Resultat | Placering        |
| ------------------ | ---------------- | --------------------- | -------------------- | -------------------- | -------------------- | -------------------- | -------------------- | ---------------- |
| Donald Ravenscroft | Herrarnas +80 kg | Nikolaidis (GRE) L WO | Gick inte vidare     | Gick inte vidare     | Gick inte vidare     | Gick inte vidare     | Gick inte vidare     | Gick inte vidare |

## Triathlon
| Triathlet     | Gren                | Simning (1,5 km) | Trans 1 | Cykling (40 km) | Trans 2 | Löpning (10 km) | Total tid  | Placering |
| ------------- | ------------------- | ---------------- | ------- | --------------- | ------- | --------------- | ---------- | --------- |
| Conrad Stoltz | Herrarnas triathlon | 18:47,39         | 41      | 57:38,60        | 1       | 33:58,40        | 1:50:24,39 | 20        |
| Lizel Moore   | Damernas triathlon  | 21:01,48         | 41      | 1:08:32,90      | 28      | 38:43,81        | 2:08:18,19 | 30        |